# القرعاء (بريدة)
القرعاء  : أحد مراكز إمارة منطقة القصيم، تقع في شمال غرب بريدة على مسافة 30 كيلاً . ويقطنها 1245 نسمة.